# Рита Морено
Рита Морено (на английски: Rita Moreno, родена Роса Долорес Алверио) е пуерториканска актриса, певица и танцьорка, една от само 12 души (и единствената жена), които са печелили всички престижни награди – Оскар, Еми, Тони, Грами и Златен глобус.

## Биография
Рита е родена в Пуерто Рико, но на 5 години заминава с майка си за Ню Йорк, където започва уроци по танци. На 13 години дебютира на Бродуей. Най-запомнящата ѝ роля е тази на Анита в „Уестсайдска история“ през 1961 година, за която получава Оскар. През 2015 година е удостоена с награда за цялостно творчество.
Женена е за Ленърд Гордън от 1965 до смъртта му през 2010 г. Двамата имат една дъщеря.

## Филмография
- 1950 – The Toast of New Orleans – Тина
- 1952 – „Аз пея под дъжда“ – Зелда Зандърс
- 1956 – „Лейтенантът носеше поли“ – Сандра Робъртс
- 1956 – „Кралят и аз“ – Туптим
- 1961 – „Уестсайдска история“ – Анита
- 1963 – „Законът на Бърк“ – Маргарет Колс (Епизод: "Who Killed Julian Buck?)
- 1969 – „Марлоу“ – Долорес Гонзалес
- 1971 – „Плътското познание“ – Луис
- 1971-1977 – The Electric Company – Кармела, Режисьорката, малкото момиченце Пандора и други
- 1976 – „Мъпет Шоу“ – Себе си и Тифани Гонзалес
- 1978-1979 – „Досиетата Рокфорд“ – Рита Капкович (3 епизода)
- 1982-1983 – „От девет до пет (сериал)“ – Вайълет Нюстийд
- 1987, 1990 – „Улица Сезам“ – Териза и вокали (2 епизода)
- 1994 – „Капитан Планета“ – Ела Салватор (Епизод: Disorientated Express, глас)
- 1994-1998 – Where on Earth is Carmen Sandiego? – Кармен Сандиего (глас)
- 1997 – „Мърфи Браун“ – Д-р Нанси Голдман (Епизод: Ectomy, Schmectomy)
- 1997-2003 – „Оз“ – Сестра Питър Мари Реймундо
- 2004 – „Скуби-Ду и Чудовището от Мексико“ – Доня Долореси и Жена №3 (Директно на видео, глас)
- 2007 – „Грозната Бети“ – Леля Мирта (Епизод: A Tree Grows in Guadalajara)
- 2013 – „Ники Дюс“ – Тути (Телевизионен филм)
- 2014 – „Рио 2“ – Леля Мими (глас)
- 2015-2019– „Непорочната Джейн“ – Лилияна Де Ла Вега
- 2015-2018 – „Светът на Нина“ – Абуелита (глас)
- 2016 – „Анатомията на Грей“ – Гейл Маккол (Епизод: Odd Man Out)
- 2017-2019 – One Day at a Time – Лидия Риера
- 2018 – „Елена от Авалор“ – Кралица Камила (глас)
- 2021 – „Уестсайдска история (филм, 2021)“ – Валентина